# Gottfried Michael Koenig
Gottfried Michael Koenig (Magdeburgo, 5 de octubre de 1926 - 30 de diciembre de 2021) es un compositor contemporáneo germano-neerlandés. 
Estudió música sacra en Brunswick, composición, piano, análisis musical y acústica en Detmold, técnicas de representación musical en Colonia y técnicas de computación en Bonn. Dio conferencias después en el conservatorio estival de Darmstadt. Entre 1954 y 1964, Koenig trabajó en el estudio electrónico de la Radio Occidental Alemana (WDR) donde produjo sus composiciones electrónicas Klangfiguren, Ensayo y Término 1 y escribió música orquestal y de música de cámara. Además asistió a otros compositores, entre ellos Mauricio Kagel, Franco Evangelisti, György Ligeti, Brün y Karlheinz Stockhausen (con la realización de Gesang der Jünglinge y Kontakte).
En 1964 Koenig se trasladó a los Países Bajos, donde fue hasta 1986 director y posterior presidente del Instituto de Sonología en la Universidad de Utrecht. Aquí desarrolló sus programas de composición automática Proyecto 1 (1964) y Proyecto 2 (1966), diseñados para formalizar la composición de variantes estructurales musicales. Ambos programas tuvieron un impacto significativo en el desarrollo posterior de los sistemas de composición algorítmica. 
Su programa de síntesis de sonido SSP (comenzado en 1971) está basado en la representación del sonido como secuencia de amplitudes en el tiempo. Hace uso de los métodos de selección aleatoria y de agrupamiento de los elementos empleados en Proyecto 1 y Proyecto 2. Continuó produciendo obras electrónicas (Terminus 2, la serie de Funktionen). A estos siguieron el uso de sus programas de computación, resultando en música de cámara (Übung para piano, la serie de Segmente, 3 piezas ASKO, el cuarteto de cuerda de 1987, el trío de cuerda) y obras orquestales (Beitrag, Concerti e Corali). Cinco volúmenes de sus escritos teóricos fueron publicados entre 1991 y 2002 bajo el título de Ästhetische Praxis por Pfau Verlag; una selección en italiano apareció bajo el nombre de Genesi e forma (Semar, Roma, 1995).